# Abell 370
Abell 370 és un cúmul de galàxies localitzat aproximadament a 6.000 milions d'anys llum de la Terra (a un redshift z = 0,375), en la constel·lació de la Balena. El seu nucli està fet de diversos centenars de galàxies. Va ser catalogat per George Abell, i és el cúmul més distant catalogat per ell.

## Lents gravitacionals
Abell 370 sembla incloure diversos arcs de llum, els quals, en realitat, són il·lusions òptiques d'imatges d'objectes més distants causades per efecte de lent gravitatòria.
El 2002, els astrònoms van utilitzar aquest efecte per descobrir la galàxia HCM-6A, a 12.800 milions d'anys llum de distància des de la Terra. En aquest moment era la galàxia més distant coneguda.
El 2009, un estudi a l'àrea on es troba Abell 370 va revelar un grup de galàxies en el fons les imatges de les quals sofrien distorsió per l'efecte gravitacional del cúmul. Aquestes imatges apareixien com un arc en forma de drac, per la qual cosa aquest arc va ser sobrenomenat pels astrònom de la NASA com El Drac. El cap del «drac» està compost d'una galàxia espiral, mentre que una altra galàxia d'aquest tipus compon la cua. Altres galàxies componen el cos del drac; les seves imatges se superposen entre si. Totes aquestes galàxies es troben a aproximadament 5×10⁹ anys llum de distància.